# 王玉忠
王玉忠（1961年6月16日—），男，山东文登人，中国有机高分子材料专家，四川大学教授，中国工程院院士。

## 生平
1994年，于四川大学获得博士学位。1995年，在四川大学晋升教授。2015年，当选中国工程院院士。